# Szücsné Posztovics Ilona
Szücsné Posztovics Ilona (Tatabánya, 1965–) magyar politikus, 2019 óta Tatabánya polgármestere.

## Élete
Tatabánya Felsőgalla nevű városrészében született és nőtt fel egy bányászcsaládban. A városban végezte el tanulmányait és szakmai pályáját is itt kezdte el. 
Korábban a Vértes Volán vezérigazgató helyettese volt, majd saját vállalkozásként könyvvizsgáló irodát vezetett.
A 2019-es önkormányzati választáson Tatabánya ellenzéki polgármester-jelöltje volt az ellenzéki pártok támogatásával. A választást 49,18 százalékkal megnyerte, ezzel legyőzte az addigi fideszes polgármestert Schmidt Csabát. A 2024-es önkormányzati választáson újraválasztották, a szavazatok 50,14 százalékát szerezte meg.